# Česká Skalice
Česká Skalice település Csehországban, Náchodi járásban. Česká Skalice Provodov-Šonov, Vestec, Žernov, Studnice, Velká Jesenice, Velký Třebešov és Říkov településekkel határos. Lakosainak száma 5122 fő (2024. január 1.).

## Népesség
A település lakosságának változását az alábbi diagram mutatja:
| Lakosok száma | 3507 | 3949 | 4374 | 4152 | 5039 | 5407 | 5049 | 5078 | 4945 | 5122 |
|               | 1869 | 1890 | 1921 | 1950 | 1980 | 2001 | 2017 | 2019 | 2022 | 2024 |